# Прапорцевий індикатор
Прапорце́вий індикатор — в системах автоматизації та контролю — засіб індикації стану системи, технологічного процесу, значення вимірюваного параметра або його рівня. Названий від слова «прапорець», — за аналогією із процесом підняття-зняття прапорця.

## Основи
Прапорцевий індикатор має механічний принцип дії.
Виготовлений як готове символічне зображеннячи набір зображень певної дії, процесу, режиму роботи та інше. Зазвичай, активна дія, поточний режим, підсвічується, що вказує на його активність.
Прапорцеві індикатори витрати одні з найпоширеніших в промисловості візуальних індикаторів наявності потоку. Можуть вказувати напрямок потоку та стан увімкнення / вимкнення.
Загальновідомим прапорцевим індикатором промислового використання можна вважати залізничний семафор, який на початку ери залізничного транспорту був механічним.

## Похибка
Похибка вимірювання витрати за допомогою прапорцевого індикатора досить висока.

## Використання
Прапорцевий індикатор використовують для індикації стану увімкнення чи вимкнення автоматичних вимикачів .